# Anklamska lantmilisregementet
Anklamska lantmilisregementet var en värvad milis inom svenska armén som verkade åren 1710–1715. Förbandet var förlagt i Anklam, Svenska Pommern.

## Historia
Anklamska lantmilisregementet värvades i Stettin, dock blev det aldrig ett fulltaligt regemente. Regementet var med vid första belägringen av Stralsund 1711. Belägringen började i augusti 1711 och avslutades när svenska trupper under general Magnus Stenbocks befäl landsattes i Svenska Pommern under hösten 1712. Den andra belägringen av Stralsund började den 12 juli 1715 och slutade med att den svenska garnisonen i Stralsund kapitulerade den 23 december 1715. I samband med kapitulationen upplöstes regementet.

## Förbandschefer
- 1710–1711: J J. Wrangel
- 1711–1711: W. von Dobrokowsky
- 1711–1715: G F. Mellin